# Антиавторитаризм
Антиавторитаризм — політична доктрина, що виступає опозицією до авторитаризму, принципу абсолютної влади: самодержавства, деспотизму, диктатури, тоталітаризму, абсолютизму. Антиавторитаристи зазвичай вірять у повну рівність перед законом, у силу громадянських свобод. Рух зародився у Франції під час масових демонстрацій 1968 року.
Іноді термін використовується нарівні з анархізмом, ідеологією, яка заперечує державу. Іноді такі групи можуть бути дуже близькі філософськи до анархізму, але в інших випадках, вони можуть містити протилежні погляди.

### Антоніми
- Абсолютизм
- Автократія
- Деспотизм
- Диктатура
- Монархізм
- Тоталітаризм

| Політика | Це незавершена стаття про політику. Ви можете допомогти проєкту, виправивши або дописавши її. |